# The Duke's Plan
The Duke's Plan è un cortometraggio muto del 1910 scritto e diretto da David W. Griffith. Il film fu prodotto e distribuito dalla Biograph Company.
Fu interpretato da Marion Leonard, Owen Moore, Linda Arvidson. Tra gli altri interpreti, Grace Cunard (non confermata) al suo primo film.

## Trama
Il duca, per evitare le nozze della figlia con Raoul, un nobile squattrinato, escogita un piano che sta quasi per costare la vita della ragazza che, per salvare l'amato, aveva preso il suo posto: travestita, viene infatti  scambiata per Raoul dagli sgherri mandati dal duca a uccidere il giovane.

## Produzione
Il film, prodotto dalla Biograph Company, venne girato negli studi di New York della casa di produzione.

## Distribuzione
Il copyright del film, richiesto dalla Biograph Co., fu registrato il 12 febbraio 1910 con il numero J138229.
Distribuito dalla Biograph Company, il film - un cortometraggio in una bobina - uscì nelle sale cinematografiche statunitensi il 10 febbraio 1910. Copia del film (positivo a 16 mm) viene conservata negli archivi della Library of Congress.